# Zithulele Patrick Mvemve
Zithulele Patrick Mvemve (* 31. Mai 1941 in Evaton; † 6. Juli 2020) war ein südafrikanischer Geistlicher und römisch-katholischer Bischof von Klerksdorp.

## Leben
Zithulele Patrick Mvemve empfing am 29. Juni 1969 das Sakrament der Priesterweihe. 
Am 10. März 1986 ernannte ihn Papst Johannes Paul II. zum Titularbischof von Luperciana und bestellte ihn zum Weihbischof in Johannesburg. Der Bischof von Johannesburg, Reginald Joseph Orsmond, spendete ihm am 29. Juni desselben Jahres die Bischofsweihe; Mitkonsekratoren waren der Erzbischof von Pretoria, George Francis Daniel, und der Bischof von Lydenburg-Witbank, Mogale Paul Nkhumishe. Am 26. März 1994 ernannte ihn Johannes Paul II. zum Bischof von Klerksdorp.
Papst Franziskus nahm am 23. April 2013 sein vorzeitiges Rücktrittsgesuch an.